# Panaropsis elegans
Panaropsis elegans is een vlindersoort uit de familie van de prachtvlinders (Riodinidae), onderfamilie Riodininae.
Panaropsis elegans werd in 1920 beschreven door Schaus.
De vlinder heeft een voorvleugellengte van ongeveer 18 millimeter bij het mannetje, en 21 millimeter bij het vrouwtje. De soort komt voor van Mexico tot het westen van Ecuador.